# Moto Guzzi 1100 Sport
La Moto Guzzi 1100 Sport era una moto sportiva prodotta dalla Moto Guzzi dal 1994 al 2000.

## Descrizione
La 1100 Sport voleva essere la seconda proposta di moto sportiva da parte di Moto Guzzi, con dotazioni più semplificate rispetto alla Daytona da cui discendeva. La differenziazione tra i due modelli però non fu così marcata, e fondamentalmente non lo era nemmeno tecnicamente, per cui i due modelli finirono per cannibalizzarsi l'un l'altro, non permettendo a nessuno dei due di sfondare.
Meccanicamente la 1100 Sport montava il V2 da 1064 cc con 2 valvole per cilindro e distribuzione ad aste e bilancieri mentre la Daytona disponeva del 992 cm³ con distribuzione a camme in testa con bilancieri e 4 valvole per cilindro. Dalla Daytona la 1100 Sport mutuava anche il telaio ideato e sviluppato da John Wittner (chiamato anche Dr. John essendo di professione dentista, nazionalità americana), un monotrave a sezione rettangolare discendente, che univa il cannotto di sterzo direttamente al forcellone posteriore.
La prima versione della 1100 Sport disponeva di alimentazione a carburatori, due Dell'Orto da 40 mm, la seconda (sul mercato a partire dal 1996) montava invece l'iniezione elettronica sequenziale Weber-Marelli con corpi farfallati da 45 mm. Entrambe le versioni avevano potenze attorno ai 90 CV, nonostante rapporti di compressione diversi (un più spinto 10,5:1 per la versione a carburatori, un più tranquillo 9,5:1 per la versione ad iniezione).
Le prestazioni di questo modello, nonostante un telaio valido ed un motore non esagerato in termini di potenza massima ma con coppia elevata fin dal regime minimo (tipico del V2 Moto Guzzi), erano però inficiate da una gommatura anacronistica (con cerchi da 17'’ all'anteriore e da 18'’ al posteriore). I rapidi sviluppi degli pneumatici di quegli anni (soprattutto per quanto riguarda la ruota motrice) resero disponibili gommature molto larghe e quindi capaci di trasmettere a terra molta più potenza. La configurazione a forcellone con cardano flottante, ma soprattutto le scarse risorse economiche a disposizione, non consentirono di riprogettare il retrotreno in funzione di questo tipo di gomme, limitando quindi le prestazioni della 1100 Sport.
A livello ciclistico la prima versione montava all'anteriore una forcella Marzocchi da 41,7 mm, sostituita nella seconda versione dalla White Power a steli rovesciati (da 40mm), completamente regolabile, ripresa dalla Daytona RS. Al posteriore montava un mono ammortizzatore sempre White Power completamente regolabile. L'impianto frenante era il canonico Brembo con pinze a 4 pistoncini, doppio disco all'anteriore e disco singolo al posteriore.
Fra le due versioni differivano inoltre:
- Radiatore olio: non presente nella prima versione
- I cerchi ruota: 3 razze sdoppiate la prima, 3 razze singole (Marchesini in alluminio) la seconda, il cerchio posteriore è da 18' sulla prima, da 17' sulla seconda
- Le piastre laterali del telaio: forate in corrispondenza del telaio nella prima versione e piene nella seconda con l'aggiunta di una label con l'aquila di Mandello
- Piastre di sterzo e parafango anteriore, sostanzialmente per adattarle alle diverse forcelle come già menzionato sopra
- Le grafiche della scritta 1100 Sport sul codone: in corsivo sulla prima versione mentre sulla seconda sono in stampatello con la dicitura 1100 racchiusa in un ovale

## Le differenti versioni
- 1100 Sport 1994-1997
- 1100 Sport IE 1996-2000
- 1100 Sport Corsa 1998-1999